# Byle, Täby kommun
Byle är ett område i norra delen av Täby kyrkby, på gränsen till Vallentuna kommun. 

## Historia
På 1700-talet skedde förändringar i Täby. Byar från vikingatiden ersattes av säterier, en del byar slogs samman, medan Byle däremot avstyckades från den större Täby by.
Under 1900-talets början var ”Täby” lika med ”Täby kyrkby”. 1907 började här en exploatering av tomter från Täby Gård och Byle Gård. På tio år växte ett litet samhälle upp med villor, affärer, konditori, mejeri och trädgårdsmästeri, post- och telefonstation. Jordbruket vid Byle Gård lades ned och ägorna styckades till tomter. Gårdsbyggnaderna inköptes av Föreningen sommarhem och omvandlades till konvalescenthem 1916, en funktion som den fortfarande har.
En viktig förutsättning för skapandet av en villastad var goda kommunikationer. Roslagsbanan med stationen i Täby (Kyrkby) och hållplatsen vid Byle bidrog starkt till detta.
Villabebyggelsen sträckte sig från stationen längs Blendavägen upp till norra Byle. Tomterna var på omkring 2500 kvm. Förutom villor för åretruntboende byggdes många sommarhus. 1914 bröt första världskriget ut och året därpå avstannade villabyggandet i Täby. Tomter som såldes användes istället för kolonistugor och kolonilotter där man för att klara försörjningen odlade potatis och grönsaker.
I norra Byle fanns hälsobrunnen Hemberga brunn som hade en kort storhetstid med början 1926. Här kunde man rekreera sig med hälsobringande radioaktivt vatten fram till 1930. Vid Hemberga brunn fanns också en dansbana som lades ned 1937. Istället öppnades en ny dansbana vid Täby Gård.

## Nutid
I Byle ligger Byleskolan.